# Elektrische Glühlampenfabrik „Watt“

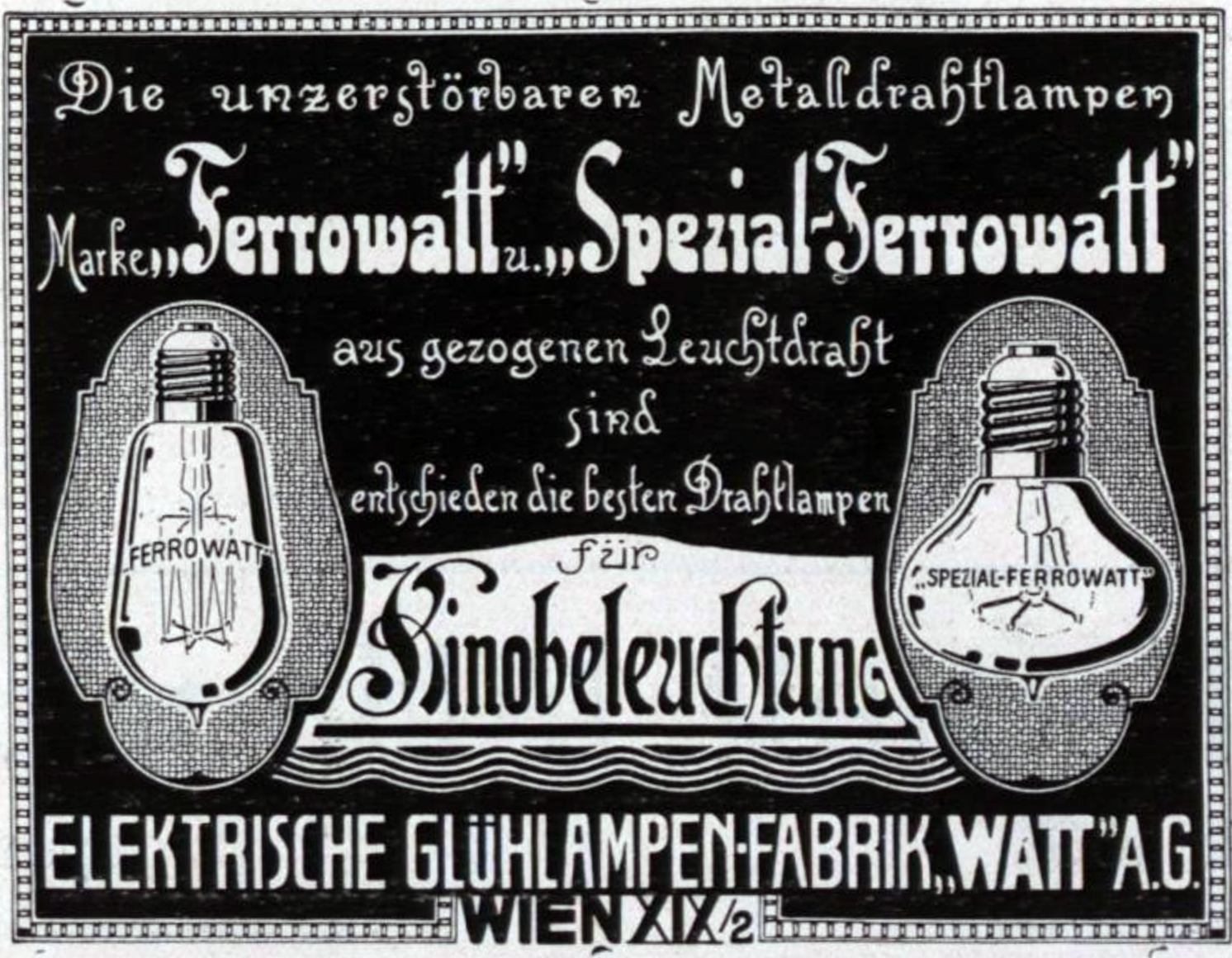
Werbeanzeige für Filmprojektor-Lampen (1915)

Die Elektrische Glühlampenfabrik „Watt“, kurz Watt AG genannt, war ein österreichischer Hersteller von Glühlampen und Leuchtmittel.

## Geschichte
1891 gründete der ungarisch-stämmige Journalist und Industrielle Alexander Scharf gemeinsam mit seinem Sohn Paul und seinem Schwiegersohn Rudolf Latzko in Wien-Nussdorf die Elektrische Glühlampenfabrik „Watt“. Für den Verkauf wurde ein Stadtbüro in der Wiener Innenstadt errichtet. Bereits 1894 wurde ein erstes Verkaufsbüro in Berlin eröffnet, im selben Jahr traten die Brüder Isidor und Sandor Löti als Gesellschafter dem Unternehmen bei. Dank rascher Expansion bedingt durch einen großen Bedarf an elektrischen Leuchtmitteln war das Unternehmen um die Jahrhundertwende bereits in ganz Europa vertreten und wurde zu einem der größten Glühlampenhersteller Österreich-Ungarns. Zu dieser Zeit wurden zwischen 10.000 und 20.000 Lampen pro Tag hergestellt. Zu den Produkten zählten bereits stromsparende Glühlampen sowie Lampen für die Beleuchtung der Wiener Stadtbahn.
Im Jahr 1913 wurden rund 1500 Personen bei der Watt beschäftigt, im selben Jahr wandelten die Eigentümer die Firma unter Mitwirkung der Länderbank in eine Aktiengesellschaft um. 1917 wurde die Watt von der Budapester Vereinigte Glühlampen- und Elektrizitäts AG übernommen. Durch die nun mehrheitlich ungarischen Eigentümer wurde das Unternehmen ein Hersteller der von der Mutterfirma erzeugten Glühbirnen Marke Tungsram. Anfang der 1920er Jahre war das Unternehmen in nicht weniger als 20 europäischen Ländern mit Verkaufsniederlassungen vertreten. Bis 1930 sank das Absatzgebiet durch die Gebietseinbußen nach dem Ersten Weltkrieg rapide, sodass im Zuge der Weltwirtschaftskrise die Arbeitnehmerzahl auf ein Drittel des Standes von 1913 reduziert werden musste. Im Jahr 1931 wurde das Unternehmen mit der Firma von Johann Kremenezky fusioniert und nannte sich fortan Elektrische Glühlampenfabriken Johann Kremenezky AG. Es übersiedelte in die Kremenezky-Werke im 20. Wiener Gemeindebezirk und konnte die krisenbedingt zurückgegangene Produktion von Glühlampen und Radioröhren allmählich wieder steigern. 1932 erhielt das Unternehmen die Staatliche Auszeichnung.

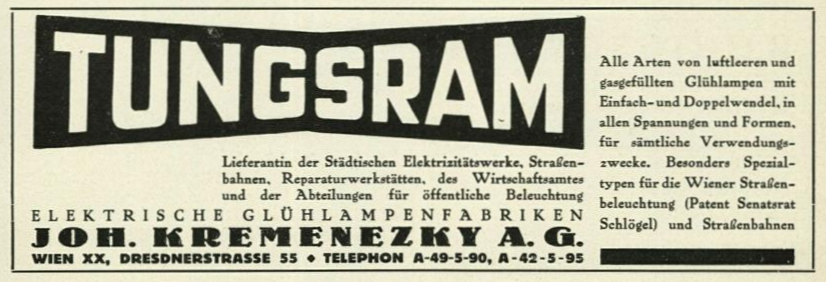
Werbeanzeige aus der Zeit von Kremenezky (1935)

In den Folgejahren wurde das Unternehmen von einem Konsortium aus Philips, Osram, General Electric und ITT übernommen. Durch die Fusion mit Kremenezky konnte der Mitarbeiterstand bis 1940 auf 2000 gesteigert werden, im Folgejahr legte das Unternehmen auf Geheiß der Nationalsozialisten den Namen seines vormaligen jüdischen Eigentümers ab und nannte sich wieder Watt AG.
Im Zweiten Weltkrieg wurde die Fabrik in Nussdorf wieder in Betrieb genommen, jedoch wurden hier Geschosszünder für die Wehrmacht erzeugt. Nach Kriegsende stand die Watt unter öffentlicher Verwaltung und konnte 1949 bereits wieder rund 500 Beschäftigte zählen. Produziert wurde nun ausschließlich in Nussdorf. Ab 1956 wieder selbstständig, firmierte das Unternehmen fortan als Tungsram Austria AG und übersiedelte 1971 nach Wien-Strebersdorf.